# Tir ami pendant la guerre de Gaza
 (février 2024).
La mise en forme du texte ne suit pas les recommandations de Wikipédia : il faut le « wikifier ».
Les points d'amélioration suivants sont les cas les plus fréquents. Le détail des points à revoir est peut-être précisé sur la page de discussion.
- Les titres sont pré-formatés par le logiciel. Ils ne sont ni en capitales, ni en gras.
- Le texte ne doit pas être écrit en capitales (les noms de famille non plus), ni en gras, ni en italique, ni en « petit »…
- Le gras n'est utilisé que pour surligner le titre de l'article dans l'introduction, une seule fois.
- L'italique est rarement utilisé : mots en langue étrangère, titres d'œuvres, noms de bateaux, etc.
- Les citations ne sont pas en italique mais en corps de texte normal. Elles sont entourées par des guillemets français : « et ».
- Les listes à puces sont à éviter, des paragraphes rédigés étant largement préférés. Les tableaux sont à réserver à la présentation de données structurées (résultats, etc.).
- Les appels de note de bas de page (petits chiffres en exposant, introduits par l'outil «  Source ») sont à placer entre la fin de phrase et le point final[comme ça].
- Les liens internes (vers d'autres articles de Wikipédia) sont à choisir avec parcimonie. Créez des liens vers des articles approfondissant le sujet. Les termes génériques sans rapport avec le sujet sont à éviter, ainsi que les répétitions de liens vers un même terme.
- Les liens externes sont à placer uniquement dans une section « Liens externes », à la fin de l'article. Ces liens sont à choisir avec parcimonie suivant les règles définies. Si un lien sert de source à l'article, son insertion dans le texte est à faire par les notes de bas de page.
- La présentation des références doit suivre les conventions bibliographiques. Il est recommandé d'utiliser les modèles {{Ouvrage}}, {{Chapitre}}, {{Article}}, {{Lien web}} et/ou {{Bibliographie}}. Le mode d'édition visuel peut mettre en forme automatiquement les références.
- Insérer une infobox (cadre d'informations à droite) n'est pas obligatoire pour parachever la mise en page.

Pour une aide détaillée, merci de consulter Aide:Wikification.
Si vous pensez que ces points ont été résolus, vous pouvez retirer ce bandeau et améliorer la mise en forme d'un autre article.
Dans des cas spécifiques, il y a eu des incidents de tir ami lors de la guerre de Gaza depuis 2023. La grande majorité des victimes du conflit sont tuées par la partie adverse, c'est-à-dire des Israéliens tués par des militants palestiniens et des Palestiniens tués par l'armée israélienne.

## Incidents confirmés
- Lors de l'attaque menée par le Hamas le 7 octobre, environ 70 militants du Hamas ont attaqué le kibboutz Be'eri, dans le sud d'Israël, et environ 120 Israéliens sont tués dans l'attaque. Plusieurs individus sont pris en otage dans le kibboutz lors de l'attaque. Les proches de certaines des personnes tuées ont demandé une enquête sur la mort potentielle de certains de ces otages à la suite de tirs amis, y compris un incident au cours duquel un char israélien a tiré sur une maison pleine d'otages[1],[2].
- Le 7 octobre, alors que l'Israélienne Doron Katz-Asher et d'autres membres de sa famille sont transportés dans la bande de Gaza sur un tracteur pour être pris en otages par des militants palestiniens, les FDI tirent sur eux pour empêcher le tracteur d'atteindre Gaza ; sa mère Efrat Katz meurt d'une balle. Doron Katz-Asher est retenue en otage à Gaza pendant 49 jours avant d'être libérée lors du cessez-le-feu fin novembre[3].
- Le 30 novembre 2023, lors de la fusillade de Givat Shaul à Jérusalem, deux Palestiniens armés tuent trois civils israéliens et en blessent seize. Les hommes armés sont tués par (en)Yuval Castleman, un passant israélien de 38 ans qui tire sur eux[4]. Il est mortellement abattu par un soldat de Tsahal qui arrive peu après[5].
- Le 15 décembre 2023, des soldats de Tsahal abattent trois otages israéliens - Yotam Haïm (28 ans), Alon Shamriz (26 ans) et Samer Talalka (24 ans) - pris pour des terroristes, qui brandissaient un drapeau blanc à Shuja'iyya, Gaza[6],[7].
- Adi Ohana, 43 ans, du moshav Mavki’im – employé de la Compagnie Électrique d'Israël, est tué accidentellement par un tir ami à un barrage routier près de chez lui[8].
- Niv Aivas, 25 ans, de Jérusalem – tué accidentellement par un tir ami[8].
- Tal Daniely, 24 ans, de Beer Sheva – tué accidentellement par un tir ami à Kerem Shalom[8].
- Dani Alush, 53 ans, d'Omer – tué par un tir ami après avoir été identifié à tort comme un terroriste[8].

### Tsahal fait des victimes
Selon l’armée israélienne, depuis l’invasion terrestre de Gaza qui a débuté le 29 octobre 2023, en moyenne deux à six soldats ont été tués chaque semaine par des tirs amis, pour un total de 18 soldats sur 170 tués au 1er janvier 2024. Le 26 janvier, le nombre de soldats de Tsahal tués dans des tirs amis est passé à 36 sur 188 soldats signalés comme tels. Ils font partie des 17 % environ de soldats morts à cause de la guerre, qui ont été classés comme accidents et auraient été cachés à la population israélienne en général. Parmi les personnes mortes, certaines ont été tuées par des frappes aériennes israéliennes, des éclats d'obus provenant de leurs propres explosifs, ont été écrasées par des véhicules blindés israéliens, et ont été identifiées par erreur et touchées par des tirs de chars, des bombardements et/ou des armes à feu. Ces chiffres ne prennent pas en compte les blessures résultant de tirs amis, mais l'armée israélienne a indiqué en avoir reçu des informations.
Alex Plitsas, membre du Conseil de l’Atlantique et expert en renseignement militaire, a averti qu’en raison du brouillard de guerre, même si tout cas de tir ami est une source d’inquiétude, il était difficile de discerner ou de réfléchir à des problèmes plus larges avec Tsahal et ses tactiques. Certains experts, comme le lieutenant-général américain à la retraite Sean MacFarland, ont souligné les combats urbains, le manque d'évacuation et la mauvaise qualité des bâtiments dus au blocus, qui pourraient provoquer un nombre plus élevé de tirs amis. Tandis que d'autres, comme Avner Gvaryahu, de l'organisation des anciens combattants de Tsahal contre l'occupation, Breaking the Silence, ont déclaré que cela était dû à une politique de « règles d'engagement très souples ».

### Directive Hannibal et enquêtedu Yedioth Ahronoth
Le 5 décembre 2023, des otages israéliens libérés par le Hamas ont rencontré le cabinet de guerre de Benjamin Netanyahu et ont affirmé que, lors de l'attaque du Hamas contre Israël le 7 octobre, ils avaient été délibérément attaqués par des hélicoptères israéliens alors qu'ils se dirigeaient vers la bande de Gaza et avaient été constamment bombardés par les forces israéliennes militaires pendant qu'ils étaient là-bas. La chaîne de télévision israélienne Channel 12 a rapporté le 16 décembre que les forces de Tsahal avaient tiré sur un tracteur transportant des otages vers Gaza.
Le 18 décembre, les FDI ont reconnu que « des victimes ont été causées par un tir ami le 7 octobre », mais ont ajouté qu'« au-delà des enquêtes opérationnelles sur les événements, il ne serait pas moralement juste d’enquêter sur ces incidents en raison de l'immense et complexe quantité d'entre eux qui se sont produits dans les kibboutzim et les communautés du sud d'Israël, en raison des situations difficiles dans lesquelles se trouvaient les soldats à l'époque ».
En janvier 2024, une enquête du journal israélien Yedioth Ahronoth concluait que Tsahal avait effectivement appliqué la directive Hannibal à partir du 7 octobre à midi, ordonnant à toutes les unités de combat d'arrêter « à tout prix » toute tentative des militants du Hamas de retourner à Gaza avec des otages,. Des hélicoptères de Tsahal ont tiré sur des voitures qui tentaient d'entrer dans Gaza. On ne sait pas exactement combien d’otages ont été tués par des tirs amis à la suite de cet ordre,. Selon Yedioth Ahronoth, les soldats israéliens ont inspecté environ 70 véhicules sur les routes menant à Gaza, qui avaient été touchés par un hélicoptère, un char ou un drone, tuant tous les occupants dans au moins certains cas,.
Dans une interview accordée au journal israélien Haaretz, le lieutenant. Le colonel Nof Erez a déclaré que les forces de Tsahal ont été pour la plupart anéanties sur le terrain le long de la frontière avec Gaza. Cela signifiait apparemment qu'il n'y avait personne avec qui les pilotes d'hélicoptère ou de drone pouvaient communiquer, rendant très difficile l'identification des personnes au sol. Selon Erez, « le Protocole Hannibal, pour lequel nous avons réalisé des exercices au cours des 20 dernières années, concerne le cas d'un seul véhicule contenant des otages : vous savez par quelle partie de la clôture il passe, de quel côté de la route il se déplacerait et même par quelle route... Ce que nous avons vu ici était un « Hannibal de masse ». Il y avait de nombreuses ouvertures dans la clôture. Des milliers de personnes dans de nombreux véhicules différents, avec et sans otages »,.